# Klaus Rickert

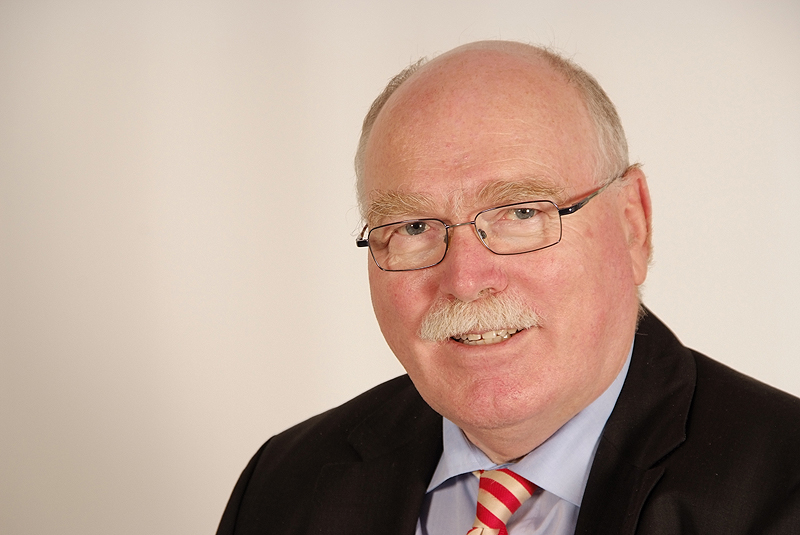
Klaus Rickert

Klaus Rickert (* 22. Juli 1946 in Bekmünde) ist ein deutscher Politiker und Mitglied des Niedersächsischen Landtags.

## Ausbildung und Beruf
Nach dem Abitur und dem Wehrdienst studierte Rickert Betriebswirtschaftslehre in Hamburg. Von 1973 bis 1998 war er in verschiedenen Unternehmen der Elektroindustrie, der Ernährungsindustrie und des Maschinen- und Anlagebaus in leitender Position tätig. Von 1999 bis zu seiner Wahl in den Landtag war er Dozent für Betriebswirtschaft an der Fachhochschule Oldenburg/Ostfriesland/Wilhelmshaven.

## Politik
Seit 1975 ist Rickert Mitglied der FDP. Er war Vorsitzender des Kreisverbandes Oldenburg-Stadt und ist als Schatzmeister des Landesverbandes Niedersachsen Mitglied des geschäftsführenden Landesvorstands. 
Seit 2003 gehört Rickert dem Niedersächsischen Landtag an. Seit 2008 ist er stellvertretender Vorsitzender der FDP-Landtagsfraktion. Er hat angekündigt, bei der Landtagswahl 2013 nicht wieder anzutreten.